# Celso Ayala
Celso Rafael Ayala Gavilán, mais conhecido como Ayala (Assunção, 20 de agosto de 1970), é um treinador e ex-futebolista paraguaio que atuava como defensor. Atualmente, sem clube.

## Carreira

### Olimpia
Ayala começou sua carreira no Club Olimpia do Paraguai onde ganhou aos 20 anos a Taça Libertadores da América de 1990.

### Rosario e River Plate
foi para a Argentina em 1994 pelo Rosario Central onde o jogador não teve sucesso e depois foi para o River Plate em 1995 onde ganhou muitos títulos como a Taça Libertadores da América de 1996 pela equipe portenha.

### Betis e Atlético de Madrid
Foi para a Espanha , para o Real Betis Balompié em 1998 e pelo Atlético de Madrid em 1999 onde o jogador não teve sucesso.

### São Paulo
Em 2000 foi para o São Paulo Futebol Clube onde o jogador teve uma atuação apagada no time brasileiro.

### River e Colo Colo
Depois regressou ao River Plate em 2001. Depois de ser dispensado pelos treinadores Manuel Pellegrini e Leonardo Astrada, então o jogador foi para o Colo-Colo em 2006 para encerrar a sua carreira.

## Títulos
Olimpia
- Campeonato Paraguaio: 1993

River Plate
- Campeonato Argentino: Apertura (1994 e 1996), Clausura (1997 e 2002)
- Copa Libertadores da América: 1996
- Supercopa Libertadores: 1997

Colo-Colo
- Campeonato Chileno: Apertura (2006)